# Plecotus ariel
Oreillard du Sichuan
Espèce
Statut de conservation UICN

 DD  : Données insuffisantes
Plecotus ariel, communément appelé l’Oreillard du Sichuan, est une espèce de chauves-souris de la famille des Vespertilionidae.

## Répartition
Cette espèce vit en Chine.

## Taxinomie
L'espèce est décrite par Oldfield Thomas en 1911 ; elle n'est connue que par son holotype, collecté le 23 juin 1910.

## Publication originale
- (en) Oldfield Thomas, « 10. The Duke of Bedford’s Zoological Exploration of Eastern Asia.— XIII. On Mammals from the Provinces of Kan‐su and Sze‐chwan, Western China », Proceedings of the Zoological Society of London, Londres, ZSL, vol. 81, no 1,‎ mars 1911, p. 158-180 (ISSN 0370-2774, OCLC 1779524, BNF 32843178, DOI 10.1111/J.1469-7998.1911.TB06996.X, lire en ligne).